# Festival Sete Sóis Sete Luas
Le festival Sete Sóis Sete Luas (pt) ou Sept Soleils Sept Lunes, est le festival de musique populaire et d'art contemporain du monde méditerranéen et lusophone, fondé en 1993 par un groupe d'étudiants italiens avec l'appui de l'écrivain portugais José Saramago et l'homme de théâtre italien Dario Fo.

## Historique
Pensé initialement comme un pont culturel entre l'Italie et le Portugal, il implique aujourd'hui 10 pays méditerranéens (Croatie, Espagne, France, Italie, Maroc, Slovénie et Tunisie) et le monde lusophone (Brésil, Cap-Vert, Portugal) dans un échange continu et mutuel. Il s'agit d'un projet de mobilité artistique qui promeut les arts et les cultures de chaque pays au sein de ce vaste réseau de plus de 30 villes, en organisant des concerts de musique populaire contemporaine, des expositions (peinture, sculpture, photographie, art vidéo, street art, etc.), des résidences musicales, artistiques et gastronomiques, des productions musicales originales et des conférences. Il associe des artistes reconnus de chacun de ces pays et a lieu volontairement à l'écart des capitales.
Depuis 1993, les présidents d'honneur sont les prix Nobel de littérature José Saramago, dont le roman Le Dieu manchot donne le nom au festival (Sete Sóis et Sete Luas en sont les personnages) et Dario Fo. Depuis 2012, le président de la République du Cap-Vert, Jorge Carlos Fonseca, est président d'honneur et depuis 2016, le prix Nobel de la paix Mohamed Fadhel Mahfoudh.
La France a rejoint le réseau en 2005, représentée par la ville de Frontignan-la-Peyrade où se trouve un centre Sete Sóis Sete Luas. Le festival a lieu également à La Réunion depuis 2017 à Saint-Paul et à Ajaccio à compter de 2019.

## Prix et distinctions
En raison de sa dimension européenne et de la qualité culturelle du projet, celui-ci a reçu le soutien de l'Union européenne par le biais des programmes Kaléidoscope, Culture 2000. Il a fait l'objet de deux auditions au Parlement européen (2009 et 2013) et a reçu le prix Caja Granada de la coopération internationale (2009). En 2011, il a reçu le soutien de la Fondation européenne Anna Lindh et dans les années 2014, 2015 et 2016 celui de l'Union européenne avec le programme EuropeAid pour le développement du festival dans les îles de l'archipel du Cap-Vert.